# 金照寺山
金照寺山（きんしょうじやま）は、秋田県秋田市楢山金照町にある標高56mの山である。

## 概要
秋田市街地及びJR秋田駅の南部に位置する。

## 歴史
古くは「楢山」と呼ばれ、山麓の農村が楢山村であったことから、現在の地名の由来になっている。
1602年（慶長7年）、久保田藩主佐竹氏の転封に伴い、佐竹氏の菩提寺である天徳寺が楢山へ移転してくる。1625年（寛永2年）5月に泉山へ再移転するまで、楢山が「天徳寺山」と通称された。
明暦年間（1655年 - 1657年）、角館にあった金照寺が天徳寺跡地に移転し、以来「金照寺山」の名で定着した。この金照寺も1868年（明治元年）に焼失し廃寺となったが、昭和になってから金照寺末寺であった正覚院が跡地へ移転・改称し現在に到る。

## 周辺
- 秋田コミュニティー放送送信所
- 久保田金照寺山三十三観音札所
- JR秋田新幹線・奥羽本線 - 当山の東側
  - JR秋田総合車両センター南秋田センター
- 秋田市立城南中学校
- 秋田市上下水道局城南ポンプ場
- 一つ森公園 - 新幹線・奥羽本線をはさんだ東側。かつては1つの山であったが、奥羽本線開通時に掘割によって分断された。
- JR羽越本線 - 当山の西側

## 送信施設
| 放送局名                           | コールサイン | 周波数  | 空中線電力 | ERP | 放送対象地域 | 放送区域内世帯数 | 開局日        | 置局住所                |
| ---------------------------------- | ------------ | ------- | ---------- | --- | ------------ | ---------------- | ------------- | ----------------------- |
| 秋田コミュニティー放送 愛称「ACB」 | JOZZ2AM-FM   | 76.5MHz | 20W        | 30W | 秋田市       | 不明             | 1998年12月1日 | 秋田市楢山金照町29番6号 |

開局から当面の期間は、県域FM局と同じ大森山公園（住所:秋田市大字浜田字大森山29番地16）に置かれ、出力10W・放送区域内世帯数11万4373世帯（当時の秋田市全世帯の96.2%をカバー）だった。